# Ronan Murphy
Ronan Murphy (Estados Unidos, 5 de mayo de 1998) es un jugador profesional estadounidense de rugby que se desempeña en la posición de ala cerrado en Houston SaberCats, equipo perteneciente a la liga Major League Rugby.

## Carrera
En 2021, Murphy se unió al equipo Austin Gilgronis (2021-2022), después pasó a American Raptors (2022-2023), luego a Houston SaberCats, disputando su segunda temporada en la Major League Rugby.